# Danziger Haupt
Koordinaten: 54° 16′ 15,2″ N, 18° 57′ 14,7″ O
Als Danziger Haupt (polnisch Głowa Gdańska) wurde ein Höft (eine Landspitze) und im 17. Jahrhundert eine Festung im Weichseldelta bezeichnet. Benannt ist der Ort nach der Stadt Danzig, auf deren Gebiet er lag.

## Geographie

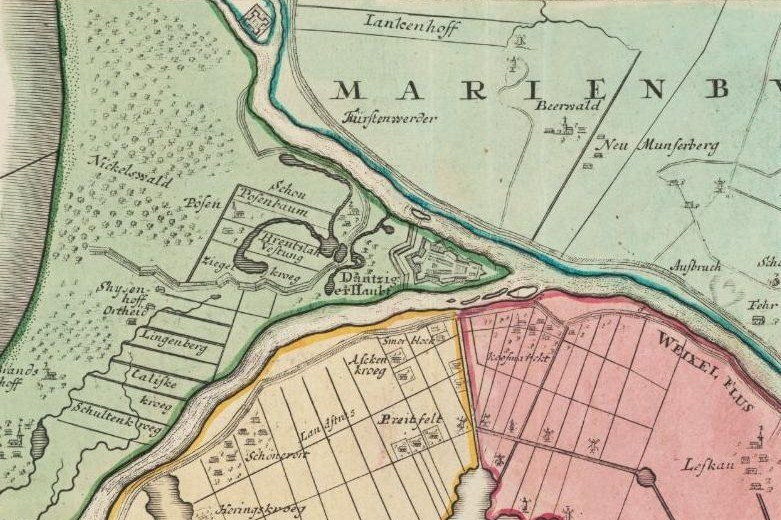
Homann-Karte von 1730

An dieser Landspitze teilte sich der Hauptstrom der Weichsel in die Danziger Weichsel, die nach Danzig führte, und die Elbinger Weichsel, die in das Frische Haff mündet. Als in den Jahren 1889 bis 1895 der Weichseldurchstich (Przekop Wisły) in die Ostsee angelegt wurde, trennte man den Elbinger Arm (heute Szkarpawa) durch eine Schleusenanlage von der neu entstandenen Stromweichsel ab. Diese strömt heute an der Westseite des Danziger Haupts direkt in die Danziger Bucht, während Kühne und Tote Weichsel Richtung Danzig ebenfalls durch eine Schleuse abgetrennt wurden.

## Geschichte

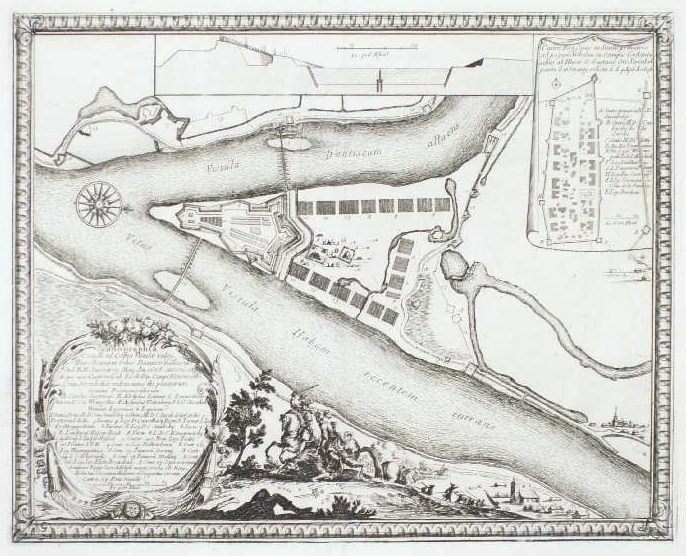
Samuel von Pufendorf: Plan der Festung, erschienen 1696

Das Danziger Haupt war für die Stadt und deren Handel ein strategisch bedeutsamer Ort. In der Zeit des Polnisch-Schwedischen Kriegs (1600–1629) wurde hier eine Festung mit vier Bastionen angelegt. Im Juli 1626 wurde diese von schwedischen Truppen erobert. König Gustav II. Adolf ließ die Festungsanlagen erheblich erweitern und verstärken. Die starke Besatzung kontrollierte den Weichselhandel Polen-Litauens bis 1635. Im Vertrag von Altmark vom 25. September 1629 erhielt Kurfürst Georg Wilhelm, Herzog in Preußen, von seinem schwedischen Schwager unter anderem das Danziger Haupt und das Marienburger Werder in Sequestration.
Im Vertrag von Stuhmsdorf vom 12. September 1635 kam Danzig wieder in Besitz der Festung und ließ diese von eignen Truppen besetzen. Mit Beginn des Zweiten Nordischen Kriegs (1655–1660) wurde die Garnison auf 200 Mann verstärkt. Nach dem Königsberger Vertrag 1656 wurde das Danziger Haupt wieder schwedisch besetzt. Bis 1657 wurde das Haupt unter Karl X. Gustav erneut erweitert und nach niederländischer Manier ausgebaut. Zwei Schiffbrücken erlaubten die Querung der beiden Weichselarme im Schutz der Festung. Eine Besatzung von 600 bis 800 Mann stand unter dem Befehl des Obersten Niclas Danckwardt-Lillieström (1613–1681). Sein Halbbruder Johann Ahus(en) hatte 1635 als schwedischer Kommissar an den Verhandlungen teilgenommen, die in Stuhmsdorf abgeschlossen wurden.
Die Festung kontrollierte die gesamte Weichselniederung und konnte mehrfach nicht eingenommen werden. Vom 25. September 1659 an belagerte der Danziger Kommandant Valentin von Winter die Festung mit 5500 Mann. Die Schweden kapitulierten und erhielten am 22. Dezember ihren ehrenvollen Abzug.
Ursprünglich sollte die Festung erhalten und ausgebaut werden. Da jedoch die Erhaltung der Anlagen die Mittel der Stadt Danzig überstiegen und die Anlagen wiederholt feindlichen Truppen von Nutzen waren, entschied man sich für die Schleifung zum Ende des 17. Jahrhunderts.
In der Zeit der Republik Danzig etablierten sich hier noch einmal französische Truppen. Ein Teil des Danziger Haupts wurde bei Anlage des Weichseldurchstichs weggespült.

### Wohnplatz
Als Danziger Haupt oder nur Haupt wurde auch ein Wohnplatz der Landgemeinde Schönbaumerweide (heute Drewniczka) bezeichnet, der 1905 75 Einwohner zählte.

## Verkehr

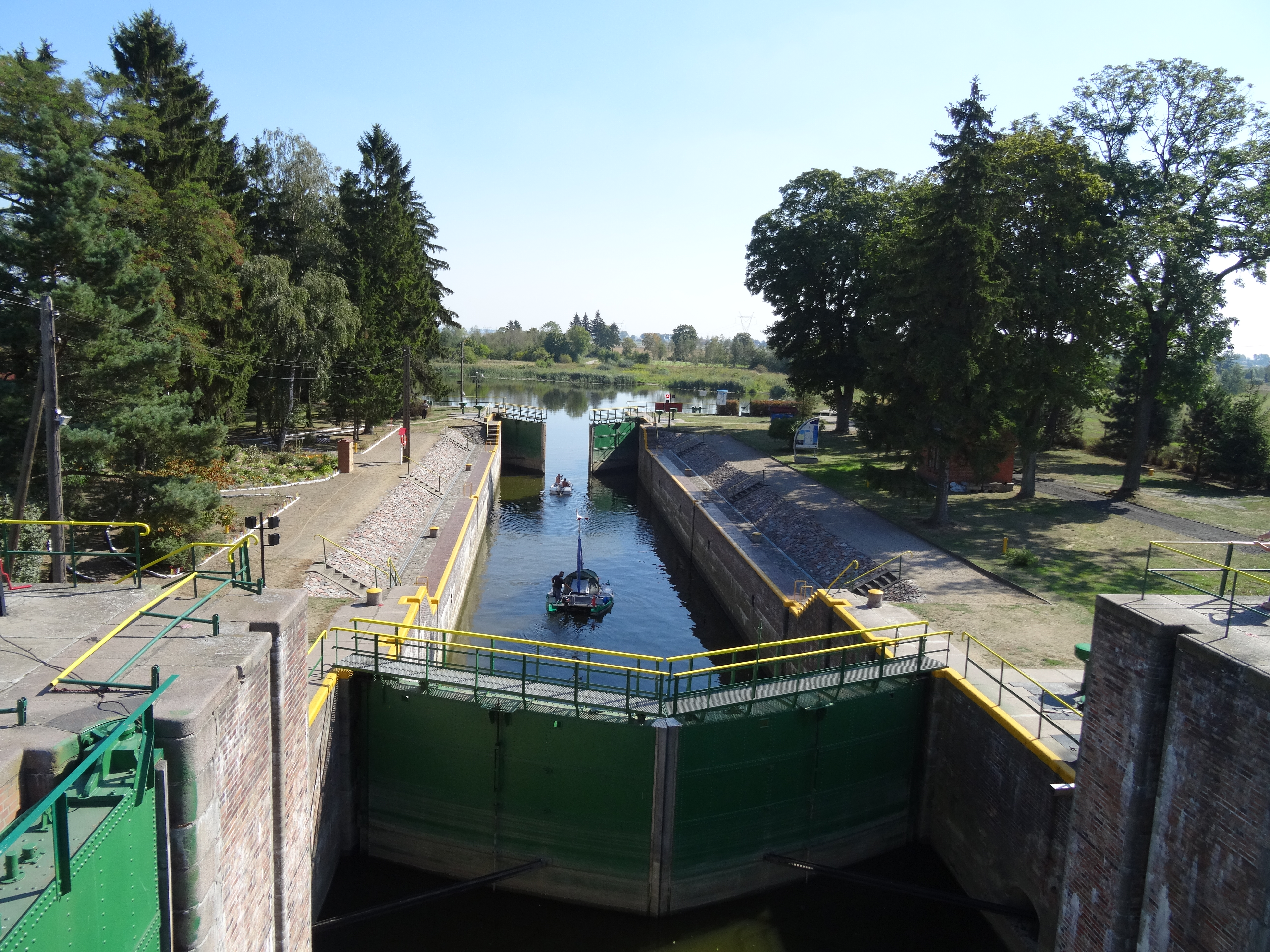
Schleuse am Danziger Haupt

Die 1895 erbaute Schleusenkammer ist 103 Meter lang und 12,5 Meter breit. Sie dient dem Schiffsverkehr und Bootstourismus zwischen Danzig und dem Frischen Haff. Seit 1973 führt eine Brücke über den Wasserweg.